# Josiah
Josiah je anglické mužské biblické jméno hebrejského původu (hebrejsky יֹאשִׁיָּהוּ‎, Jošijahu). Jméno znamená „Hospodin tě podpoří“ a nese ho několik biblických postav. V českých překladech bible je obvykle používán přepis Jóšijáš (ČEP) nebo Joziáš (bible kralická).

## Známí nositelé jména
- Jóšijáš – judský král
- Josiah Franklin – otec Benjamina Franklina
- Josiah Smelling – americký plukovník
- Josiah Ritchie
- Josiah Royce
- Josiah Willard Gibbs